# Entrevista de Bayona (1565)

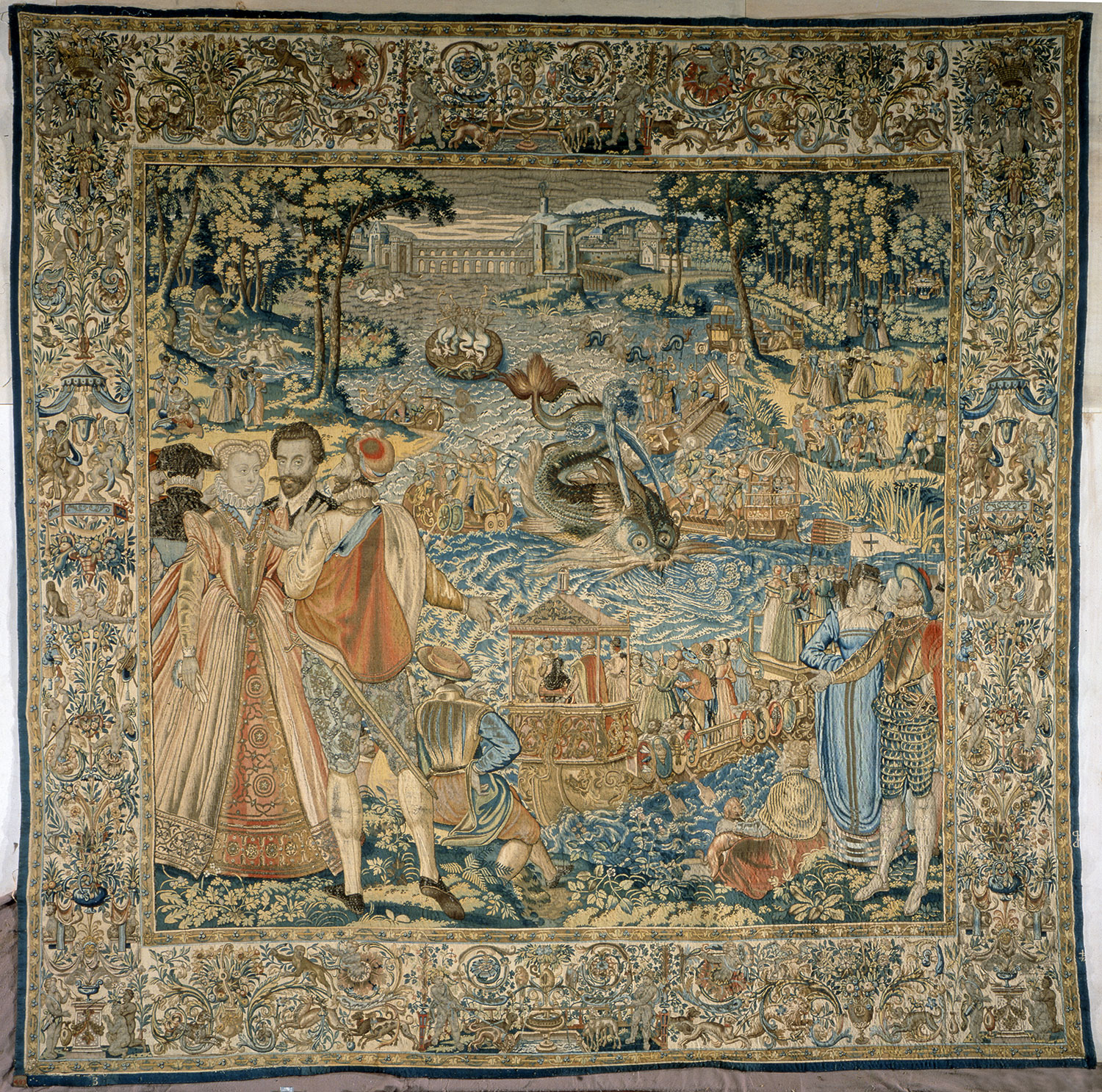
Tapiz representativo de las fiestas organizadas durante la entrevista.

La entrevista de Bayona tiene lugar desde 15 de junio al 2 de julio de 1565, entre Catalina de Médici y Fernando Álvarez de Toledo, duque de Alba, durante la gran gira por Francia del joven rey Carlos IX.
Catalina deseando ver a su hija mayor, Isabel, casada con el rey de España Felipe II, este último estuvo representado por el duque de Alba, enérgico soldado y astuto diplomático; que había llevado las instrucciones formales de Felipe II según las cuales debía llevar a Catalina de Medici a reprimir la herejía protestante con todos los medios necesarios de rigor. La reina madre quería casar a su hija Margarita, la futura reina Margot, con el hijo de Felipe II, don Carlos de España.
La reunión no fue determinante, pero los historiadores protestantes la vieron a posteriori como un anuncio de la noche de San Bartolomé, que ocurrió siete años después. Esta tesis ha sido refutada por muchos historiadores.